# Halásztelek
Halásztelek é uma cidade da Hungria, situada no condado de Peste. Tem 8,64 km² de área e sua população em 2019 foi estimada em 10.581 habitantes.